# Kopje

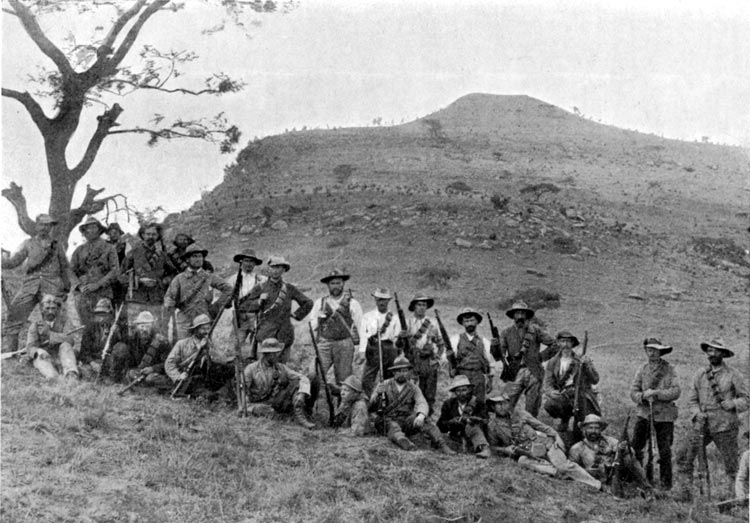
Boerstyrkor vid berget Spioenkop inför Slaget vid Spioenkop 1900

Kopje, koppie eller kop (nederländska och afrikaans för "litet huvud") är en vanlig benämning på berg med platt topp i södra Afrika, framför allt i Sydafrika. Det är ett allmänt förekommande ord i sydafrikanska ortnamn.